# Heilung (Roman)
Heilung ist ein Roman von Timon Karl Kaleyta, der 2024 im Piper-Verlag erschienen ist. Der Roman handelt von einem homodiegetischen Ich-Erzähler, der versucht, seine gesundheitlichen und ehelichen Probleme zu bewältigen. Dafür besucht er zunächst ein Sanatorium und arbeitet später auf einem Bauernhof.

## Handlung
Der Protagonist leidet unter unerklärlicher Müdigkeit und hat auf Drängen seiner Ehefrau Imogen bereits mehrere Ärzte konsultiert, die jedoch keine Diagnose stellen konnten. Schließlich schenkt Imogen dem Protagonisten einen Aufenthalt im luxuriösen San Vita in den Bergen Südtirols. Bei seiner Ankunft erhält er einen strikten Ablaufplan und muss sein Smartphone abgeben.
Im Verlauf seines Aufenthalts lernt er den Eigentümer, Professor Trinkl, kennen, der nicht von einer psychischen Krankheit ausgeht und ihm stattdessen verschiedene Angebote des Sanatoriums empfiehlt. Eine Frau, die der Erzähler kennenlernt, stellt sich als Angestellte des Sanatoriums heraus. In einer verstörenden Wendung nötigt Professor Trinkl den Erzähler, einen Bären mit einem Messer zu töten. Nachdem er sich während eines Schneesturms verirrt hat, flieht der Protagonist schließlich aus dem Sanatorium.
Er reist zu seinem Schulfreund Jesper, dessen Briefe er jahrelang nicht beantwortet hatte. Jesper lebt zusammen mit seiner Ehefrau Martha auf einem Bauernhof, durch den sich die beiden selbst versorgen. Der Erzähler schläft zunächst tagelang, um anschließend auf dem Hof zu bleiben und das Ehepaar zu unterstützen. Er bewundert Jespers Männlichkeit und möchte sich beweisen. Die Hofkatzen setzt er wegen seiner Katzenallergie aus und besorgt sich zahlreiche Medikamente gegen seine Allergien. Da das Leben dort nicht das Richtige für ihn ist, bittet Jesper den Erzähler schließlich bei einem Friedhofsbesuch, fortzugehen. Auf dem Rückweg fährt der Erzähler trotz seiner Müdigkeit das Auto. Es kommt durch Sekundenschlaf zu einem schweren Autounfall, bei dem Jesper stirbt, während der Erzähler unbeschadet bleibt. Dieser sieht keine Schuld bei sich, wähnt sich geheilt und freut sich darauf, endlich mit seiner Frau ein Kind zu zeugen.

## Kritiken
Die Reaktionen auf das Buch unterschieden sich teilweise drastisch. Während Adam Soboczynski in einem Feuilleton-Aufmacher der Zeit Heilung zum „besten Roman des Frühjahrs“ kürte und Iris Radisch in Kaleyta gar die Möglichkeit „eines deutschen Houellebecq“ aufscheinen sah, sprach Thea Dorn dem Roman im Literarischen Quartett jegliche Relevanz ab.
Dorn stört sich vor allem an dem ironischen Ton der Erzählung, der einen vollkommen ratlos mache und erklärt, dass man es insgesamt mit nicht mehr als einem „netten Pop-Buch“ zu tun habe. Die Zeit für Popliteratur aber sei glücklicherweise vorbei, konstatiert sie enttäuscht. Vor allem besagte Bärenjagd-Szene stößt ihr bitter auf und lässt sie an Qualität und Anspruch des Romans stark zweifeln.
Soboczynski hingegen hält Heilung für den großen Dekadenzroman unserer Zeit. Kaleyta gehe mit seiner Übertreibungskunst, seiner szenischen Klarheit, seiner Lust an Groteske, Grusel und Klamauk ungemein unterhaltsam vor. Er konstatiert, dass der Roman trotz aller Komik von sehr ernsten Themen handele: vom Umschlagen der Zivilisation in die Barbarei, von einem totalitären Wunsch nach Reinheit und Gesundheit, vom immer größer werdenden Unbehagen einer Gesellschaft, „die sich insgeheim nach Erlösung von ihrer blutarmen, vernutzten, impotenten Durchschnittlichkeit und ihrer Unbehaustheit sehnt“.
Kein gutes Haar lässt Oliver Jungen in der Frankfurter Allgemeinen Zeitung an dem Roman: Er sieht nur eine billige Kopie des Zauberbergs, „mehr dekoratives Imitat als authentischer Charakter“. Jungen kritisiert die überbordende Symbolik des Textes, eine fehlende Tiefe in Handlung und Dialogen sowie ein Pathos, das häufig nicht einmal als Ironie erkennbar sei. Sein Fazit, das Buch bleibe „in allen Belangen – Humor, Geist, erzählerische Raffinesse – weit hinter dem Zauberberg zurück.“
Christiane Lutz nennt Heilung in der Süddeutschen Zeitung einen „phänomenalen Roman“, der zwei der großen Heilungsfantastien geplagter Großstädter durchspiele: das klinisch reine Wellness-Retreat einerseits und der Rückzug in die unverfälschte Natur andererseits. Den Roman liest sie als einen „Kommentar auf die saturierte gehobene Mittelschicht“ und deren  „Diagnoseverliebtheit“ – für Lutz ein amüsanter Text „voller angenehmer Überraschungen“.
Ijoma Mangold freut sich im SWR-Lesenswert Quartett über die gekonnte Mischung aus Faserland, Shining, Zauberberg und verklärter deutscher Romantik. Er ist fasziniert von Kaleytas Fähigkeit, zutiefst unsympathische, opportunistische Figuren zu entwerfen, die es in ihrer Tragik und Erbärmlichkeit gar nicht darauf abgesehen hätten, dass wir sie als Leserinnen und Leser ins Herz schließen. Denis Scheck hält ihm in derselben Sendung entgegen, dass bei all der interessanten Figurenanlage allzu viele Erzählstränge im Nichts versandeten. Sämtliche Ansätze entpuppten sich als „blinde Gänge“, als Irrwege, an denen Roman wie Erzähler nach und nach das Interesse verlieren würden – vor allem das Romanende inklusive des letzten Satzes hätten ihn enttäuscht zurückgelassen.
Michael Wiederstein wiederum zieht in der NZZ am Sonntag Vergleiche zu David Lynchs Twin Peaks. Er erfreut sich an einer elegant und ambivalent erzählten Wiederaufstehung des Sanatoriumsromans, dem es gelinge, vermeintlich in Mode gekommene Aussteigerfantastien und Verschwörungsideologien bloßzustellen, ohne dabei in den Gestus „kulturkritischen Geraunes“ zu verfallen. Heilung warte zur Freude Wiedersteins zudem mit dem „wohl erschütterndsten letzten Satz des Literaturjahres“ auf.
Lisa Kreißler kritisiert im NDR, das Sanatorium lasse den Protagonisten an die Religion der männlichen Potenz glauben. Kaleyta gelinge kein „stilsicherer Umgang mit den Oberflächen“. Der Roman wirke stellenweise kitschig und konstruiert. Allerdings könne dies auch zum Sanatorium passen.
Cornelia Geissler hält lobend in der Frankfurter Rundschau fest, der Roman beinhalte viel Symbolik zu Themen wie Klimawandel oder Flüchtlingspolitik. Das Unbehagen des Erzählers gehe auf die Tatsache, dass er nicht in die Ordnungssysteme passe, zurück.

## Ausgabe
- Timon Karl Kaleyta: Heilung. Piper, 2024, ISBN 978-3-492-07171-0.